# Ryōichi Maeda
Ryōichi Maeda (前田 遼一 Maeda Ryōichi?, Kōbe, Hyōgo, 9 de octubre de 1981) es un exfutbolista y actual entrenador japonés. Actualmente es el entrenador asistente de la selección de fútbol de Japón.

## Clubes

### Carrera como jugador
| Club         | País  | Año       | Partidos | Goles |
| Júbilo Iwata | Japón | 2000-2014 | 363      | 154   |
| FC Tokyo     | Japón | 2015-2018 | 113      | 20    |
| FC Gifu      | Japón | 2019-2020 | 59       | 6     |

## Palmarés

### Distinciones individuales
| Distinción                                            | Año  |
| ----------------------------------------------------- | ---- |
| Máximo goleador de la J. League Division 1 (20 goles) | 2009 |
| Máximo goleador de la J. League Division 1 (17 goles) | 2010 |